# Scrophularia kotschyana
Scrophularia kotschyana är en flenörtsväxtart som beskrevs av George Bentham. Scrophularia kotschyana ingår i släktet flenörter, och familjen flenörtsväxter. Inga underarter finns listade i Catalogue of Life.